# Rio Malagarasi
O rio Malagarasi é um rio do oeste da Tanzânia, que corre na Região de Kigoma, correndo um dos seus afluentes no sudeste do Burundi. Com 475 km de extensão, é o segundo mais longo rio da Tanzânia a seguir ao sistema Rufiji—Grande Ruaha, e a maior bacia hidrográfica (cerca de 130000 km2) entre os rios que correm para o Lago Tanganica. As Terras Húmidas Malagarasi-Muyovozi são um sítio classificado na Convenção de Ramsar.
A nascente do rio Malagarasi situa-se perto da fronteira Burundi-Tanzânia. Os primeiros 80 km do rio formam a fronteira internacional entre Tanzânia e Burundi. Vários afluentes das terras altas do Burundi juntam-se pela margem direita. Após a confluência com o rio Lumpungu, o Malagarasi entra na Tanzânia, faz um arco e deságua no lado oriental do Lago Tanganica a cerca de 40 km a sul de Kigoma, perto de Ilagala. É um dos principais afluentes do lago. O rio Moyowosi é o afluente principal do Malagarasi, tal como o rio Nikongo; outros afluentes são os rios Ugalla, Gombe, Ruchugi, Lumpungu, e Nguya. Caracterizado com rio de pequeno caudal, a sua bacia inclui quatro biótopos: áreas pantanosas, canais fluviais, um rio com corrente e alguns rápidos moderados, e um grande delta com dois ramos.

## Flora e fauna
A flora da região do rio inclui espécies como Albizzia gummifera, Bridelia micrantha, Cyperus papyrus, Diospyros mespiliformis, Ficus sycomorus, Ficus verruculosa, Isoberlinia spp., Khaya senegalensis, Parkia filicoidea, Phoenix reclinata, Syzgium cordatum, e Syzgium owariense. Mesobola spinifer, também conhecida como a "sardinha-do-malagarasi", é endémica do rio. Nos campos dos vales há espécies proeminentes como Hyparrhenia, Themeda, Echinochloa. O Malagarasi contém várias espécies de peixes que ocorrem na bacia do rio Congo mas não no lago Tanganica.

## Proteção ambiental
As Terras Húmidas Malagarasi-Muyovozi são um sítio Ramsar desde 13 de abril de 2000, o primeiro na Tanzânia. Com 35000 km2, são o terceiro maior sítio Ramsar do mundo, com mais de 50 espécies de peixes. Estas zonas são importante parte da bacia do Malagarasi e constituem cerca de um terço da área de drenagem do lago Tanganica.